# Winfield (Nueva York)
Winfield es un pueblo ubicado en el condado de Herkimer en el estado estadounidense de Nueva York. En el año 2000 tenía una población de 2.202 habitantes y una densidad poblacional de 35,9 personas por km².

## Geografía
Winfield se encuentra ubicado en las coordenadas 42°9′37″N 75°1′6″O / 42.16028, -75.01833.

## Demografía
Según la Oficina del Censo en 2000 los ingresos medios por hogar en la localidad eran de $35,588, y los ingresos medios por familia eran $42.841. Los hombres tenían unos ingresos medios de $27.414 frente a los $21.667 para las mujeres. La renta per cápita para la localidad era de $16.809. Alrededor del 8,0% de la población estaban por debajo del umbral de pobreza.